# Bartel Leendert van der Waerden
Bartel Leendert van der Waerden (né le 2 février 1903 à Amsterdam, mort le 12 janvier 1996 à Zurich) est un algébriste néerlandais et un historien des mathématiques. Son traité, Modern Algebra, a révolutionné la discipline dans l'entre-deux-guerres. Il a par ailleurs résolu le quinzième problème de Hilbert en 1930.

## Biographie
Van der Waerden étudia les mathématiques à l'université d'Amsterdam, où il passa sa thèse de doctorat, dirigée par Hendrik de Vries, sur une question de géométrie algébrique ; puis il prépara sa thèse d'habilitation (soutenue en 1928) à l'université de Göttingen de 1919 à 1926, et fut alors très influencé par Emmy Noether.
À 27 ans, il publia les notes de conférences données à Göttingen par Emil Artin et Emmy Noether sous une forme ordonnée : le résultat fut un ouvrage en deux volumes, Algebra, qui devint rapidement une référence. En 1931, il fut nommé professeur à l'université de Leipzig. 
Sous le Troisième Reich, il refusa d'adopter la nationalité allemande, ce qui lui aurait permis de conserver son poste de professeur d'université. Après la Seconde Guerre mondiale, il prit la chaire de mathématiques de l'université d'Amsterdam (1948–1951), puis termina sa carrière à l'université de Zurich, dirigeant alors plus de 40 thèses.

## Œuvres
Van der Waerden est surtout connu pour son cours d'algèbre abstraite, qui connut huit éditions successives (la dernière en 1971) au cours du XXe siècle :
- Moderne Algebra, Gœttingue, éd. Springer Verlag, 1930, 2 vol.

Mais il publia également des travaux en géométrie algébrique, topologie, théorie des nombres, géométrie, analyse combinatoire, analyse mathématique, théorie des probabilités. Werner Heisenberg, son collègue à l'université de Leipzig, lui proposa également de développer les méthodes de la mécanique quantique. À la fin de sa carrière, il se consacra essentiellement à l'histoire des mathématiques et même à l'histoire des sciences. Parmi ses études dans ce domaine :
- Ontwakende wetenschap (L'Aube de la science, 1950), traduit en anglais sous le titre Science Awakening (1954)
- Geometry and Algebra in Ancient Civilizations (1983)
- A History of Algebra (1985).

## Source
- Hourya Sinaceur, Corps et modèles, Paris, Éditions Vrin, coll. « Mathesis », 1991, 496 p. (ISBN 2-7116-1038-1, présentation en ligne)